# Styringomyia maya
Styringomyia maya är en tvåvingeart som beskrevs av Ribeiro 2003. Styringomyia maya ingår i släktet Styringomyia och familjen småharkrankar. Inga underarter finns listade i Catalogue of Life.